# Ford Quadricycle

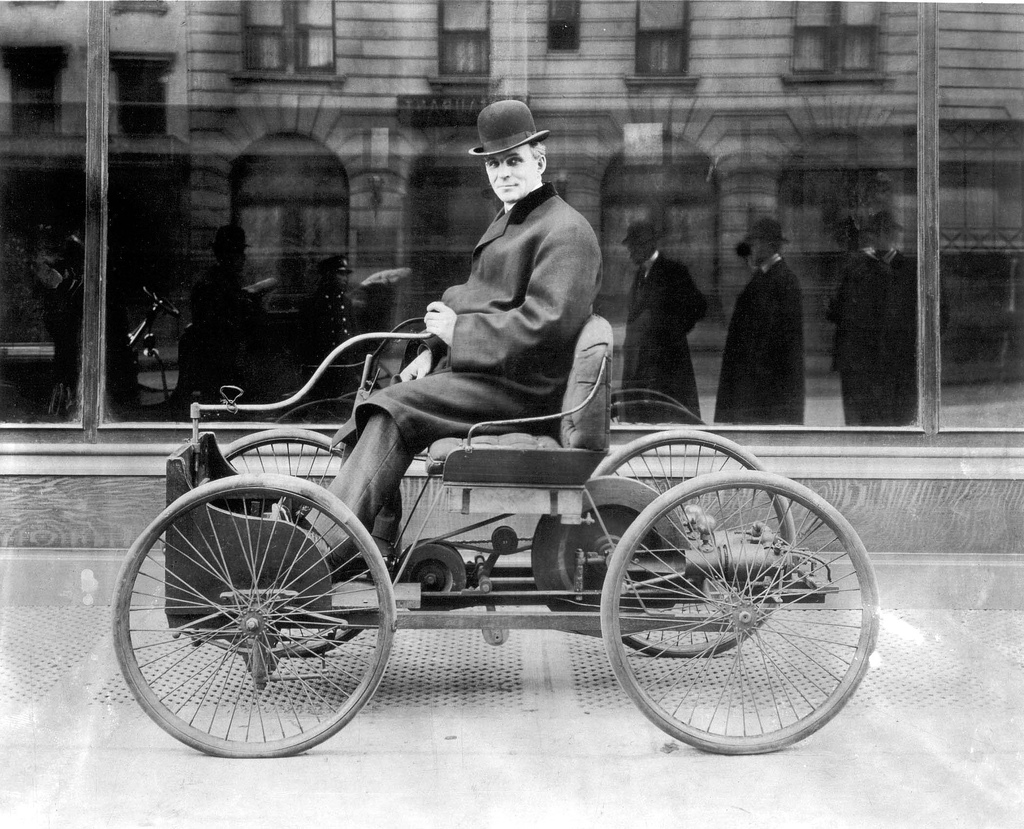
Ford in zijn Ford Quadricycle in 1896

De Ford Quadircycle is een quadricycle gefabriceerd door Henry Ford.
Ford bouwde tussen 1896 en 1901 drie exemplaren. Hij bouwde het eerste in een werkplaats achter zijn huis en reed er op 4 juni 1896 voor het eerst mee door de straten van Detroit. De primitieve auto had twee versnellingen en was een tweecilinder. Hij kon niet in zijn achteruit. Het tweede voertuig werd gebouwd in 1899 en het derde en laatste in 1901.
De auto heette Quadricycle omdat hij de banden van een fiets (bicycle) had. Het eerste exemplaar verkocht hij voor maar liefst 200 dollar. De motor en het model waren het resultaat van twee jaar experimenteren in zijn werkplaats. Toen Ford uiteindelijk klaar was, was hij 32. Het maken van de auto stond aan de wieg van zijn eigen bedrijf, de Henry Ford Company, opgericht in 1901, en de latere Ford Motor Company (1903).
Het door een ketting aangedreven voertuig had een vermogen van 4 pk (3 kW) en kon in zijn eerste versnelling naar 15 km/uur en in de tweede versnelling naar 30 km/uur. De auto had twee zitplaatsen en een tankinhoud van circa 10 liter. Hij woog 230 kg en de tank zat onder de bank.
Later kocht Henry Ford zijn eerste Ford terug voor 60 dollar. Deze staat nu in een museum in Dearborn in Michigan.
De Ford Quadricycle is het eerste model van Ford ooit.